# Paraphenice aurea
Paraphenice aurea – gatunek pluskwiaka z rodziny Derbidae i podrodziny Cenchreinae. Jest endemitem Wysp Wewnętrznych archipelagu Seszeli.

## Taksonomia
Gatunek ten opisany został po raz pierwszy w 1917 roku przez Williama Lucasa Distanta na łamach „Transactions of the Linnean Society of London” pod nazwą Fescennia aurea. Jako lokalizację typową wskazano Mahé w archipelagu Seszeli. Do rodzaju Paraphenice przeniesiony został w 1924 roku przez Fredericka A.G. Muira. W 2009 roku poddany został redeskrypcji przez Holgera Löckera, Birgit Löcker i Wernera E. Holzingera.

## Morfologia
Samce osiągają od 6,8 do 7,2 mm, a samice od 7,8 do 7,9 mm długości ciała. Ubarwienie jest żółte z czarniawym szczytem kłujki; na skrzydle przednim występują białawe plamy, czarna kropka na szczycie międzykrywki, a czasem też brązowa przepaska. Głowa ma przedustek ze słabo zaznaczonym żeberkiem środkowym i bez żeberek bocznych, zaustek z przeciętnie rozwiniętymi żeberkami środkowym i bocznymi, bardzo wąskie czoło z niestykającymi się, ziarenkowanymi żeberkami bocznymi i bez żeberka środkowego, co najwyżej nieco dłuższe niż szerokie ciemię z U-kształtnym wcięciem u nasady, zaopatrzonymi w dołki zmysłowe żeberkami bocznymi i bez żeberka środkowego, liściowate wyrostki podczułkowe, sięgającą poza tylne biodra kłujkę oraz czułki o małym i jajowatym drugim członie. Przedplecze ma boczne żeberka i brzuszne brzegi niemal liściowato wyniesione i formujące kubkowate dołki na czułki. Skrzydło przednie jest od 4,8 do 3,9 raza dłuższe niż u szczytu międzykrywki szerokie i ma długą komórkę subkostalną. Skrzydło tylne jest dłuższe niż połowa przedniego. Odnóża tylnej pary cechują się pozbawionymi kolców bocznych goleniami zaopatrzonymi w pięć ząbków wierzchołkowych, z których cztery leżą w szeregu, a najbardziej zewnętrzny jest od nich oddalony. Ponadto tylne odnóża charakteryzują się pozbawionymi poduszeczek członami stóp pierwszym i drugim, z których pierwszy ma sześć lub siedem, a drugi sześć ząbków wierzchołkowych. Genitalia samca mają bardzo długą rurkę analną z dwupłatowym wierzchołkiem, zaopatrzony w spiczasty wyrostek boczny i długi, rozwidlony wyrostek brzuszno-środkowy z długą i prostą wypustką lewą i silnie zakrzywioną, częściowo piłkowaną wypustką prawą pygofor oraz wyposażony w pięć kolców wierzchołkowych edeagus.

## Rozprzestrzenienie
Gatunek ten występuje w krainie madagaskarskiej. Jest endemitem Wysp Wewnętrznych archipelagu Seszeli. Znany jest z wysp Curieuse, Mahé i Silhouette.